# 그랜드 리스보아
그랜드 리스보아(중국어: 新葡京酒店, 영어: Grand Lisboa)는 중국 마카오 세 당구에 있는 호텔이다. 카지노와 레스토랑은 2007년 2월 11일에 오픈했으며 호텔은 2008년 12월에 오픈했다. 이 카지노에는 800개의 게임 테이블과 1,000개의 슬롯 머신이 있다. 호텔에는 430개의 호텔 객실과 스위트 룸이 있다. 그랜드 리스보아는 마카오에서 가장 높은 건물이다.